# Урс Золотурнський
Урс Золотурнський — римський християнин III століття шанується як мученик і святий. Він є покровителем головної католицької церкви в Золотурні, Швейцарія, де спочиває його тіло. У Римському мартирологу його рано пов'язували з Фіванським легіоном та Віктором Золотурнським.

## Життєпис
«Життя Урса» було написано Евхером Ліонським у V столітті. Урс був би християнином римського походження з III століття помер мученицькою смертю за імператора Максиміана Геркулія. Дуже рано його мученицьку смерть пов'язують із різаниною фіванського легіону та одного з його членів Віктора Золотурнського. За переказами, Урс та Віктор були єдиними двома солдатами Фіванського легіону, яким вдалося уникнути різанини в Агауні (нині Сен-Моріс). Прибувши до сусіднього міста Золотурн, вони були заарештовані і страчені за свою християнську віру. За деякими даними, вони були страчені разом з 66 іншими людьми.
Евхер розповідає, що Урс був катований, а потім обезголовлений за імператора Максиміана Геркулія та намісника Гіртака близько 286 року за відмову поклонятися ідолам. Інший стародавній письменний текст, «…кодекс 569» з Бібліотеки абатства в Санкт-Галлені також розповідає про їхнє мучеництво, додаючи подробиці до їхніх страстей.

## Шанування
Перша церква, присвячена Урсу в Золотурні, була, ймовірно, побудована після повернення з Женеви останків Віктора в кінці V століття бургундською королевою. Культ Урса і Віктора розвивався в середньовіччі, і з XI століття численні реліквії були відправлені в церкви і монастирі регіону. У 1519 році було знайдено труну з написом, яку приписали цьому мученику. Ця подія урочисто відзначалася в Золотурні та Берні.
Його день пам'яті відзначається 30 вересня як католицькою, так і православною церквою. Єгипетська коптська церква також шанує святого Урса, а також усіх святих мучеників Фіванського легіону.
На іконографічних зображеннях Урс представлений з типовими атрибутами фіванських воїнів, такими як пальма мученика, меч, прапор з червоним хрестом на білому тлі та маврикійський хрест на грудях. Іноді його зображують (як і його колегу Віктора) з головою в руках, через те, що він був обезголовлений, а також через легенду з агіографії: «Після обезголовлення їхні тіла кинули в найближчу річку, але вони почали плавати, тримаючи голови в руках. Голови вони поклали на берег. Місцеві християни вирішили поховати їх у таємному місці, де пізніше їм була присвячена каплиця».

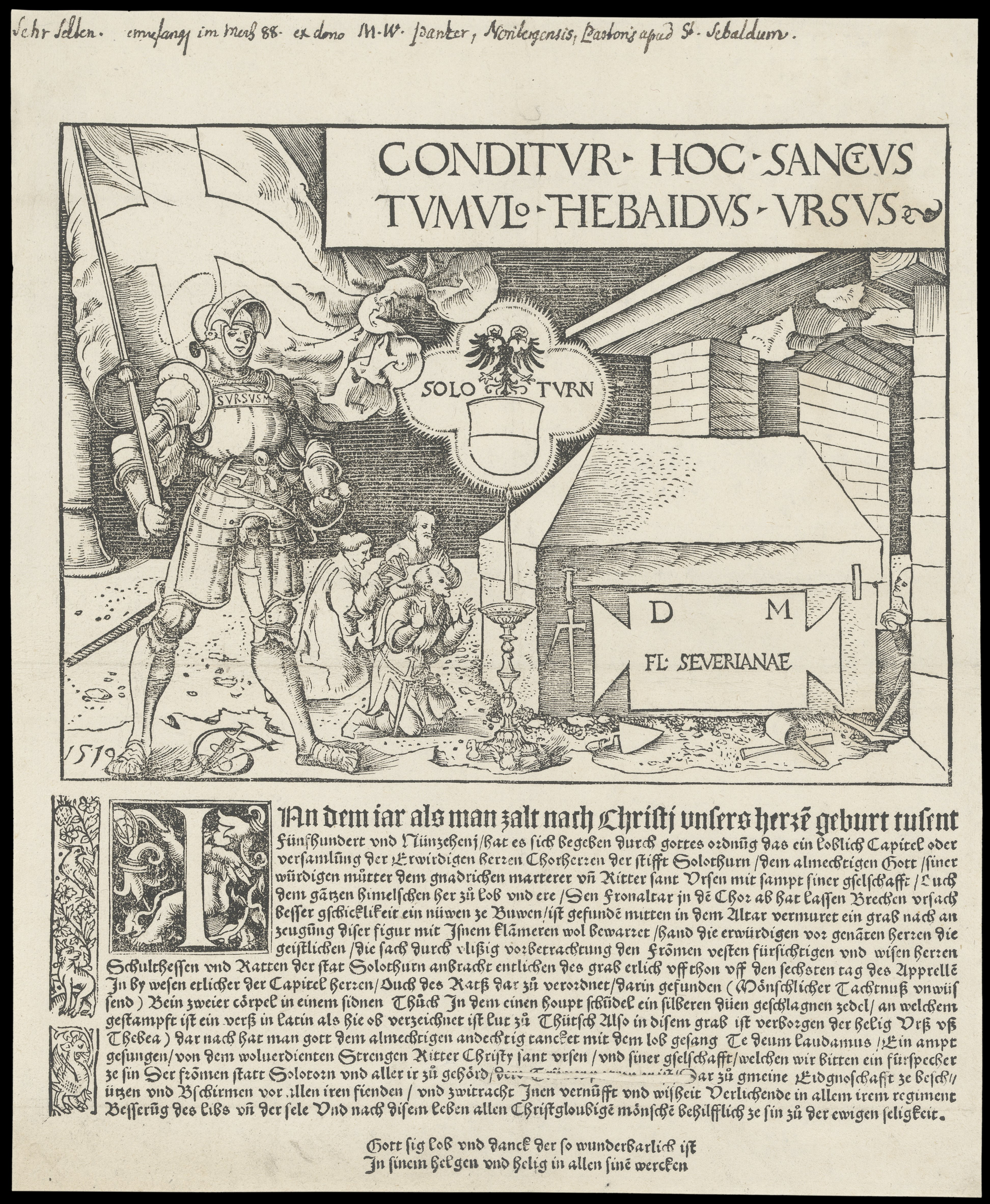
Односторінковий друк, який повідомляє про знахідку реліквій святого Урсуса під час знесення хору в старовинній колегіальній церкві Святого Урсена в Золотурні 6 квітня 1519 року
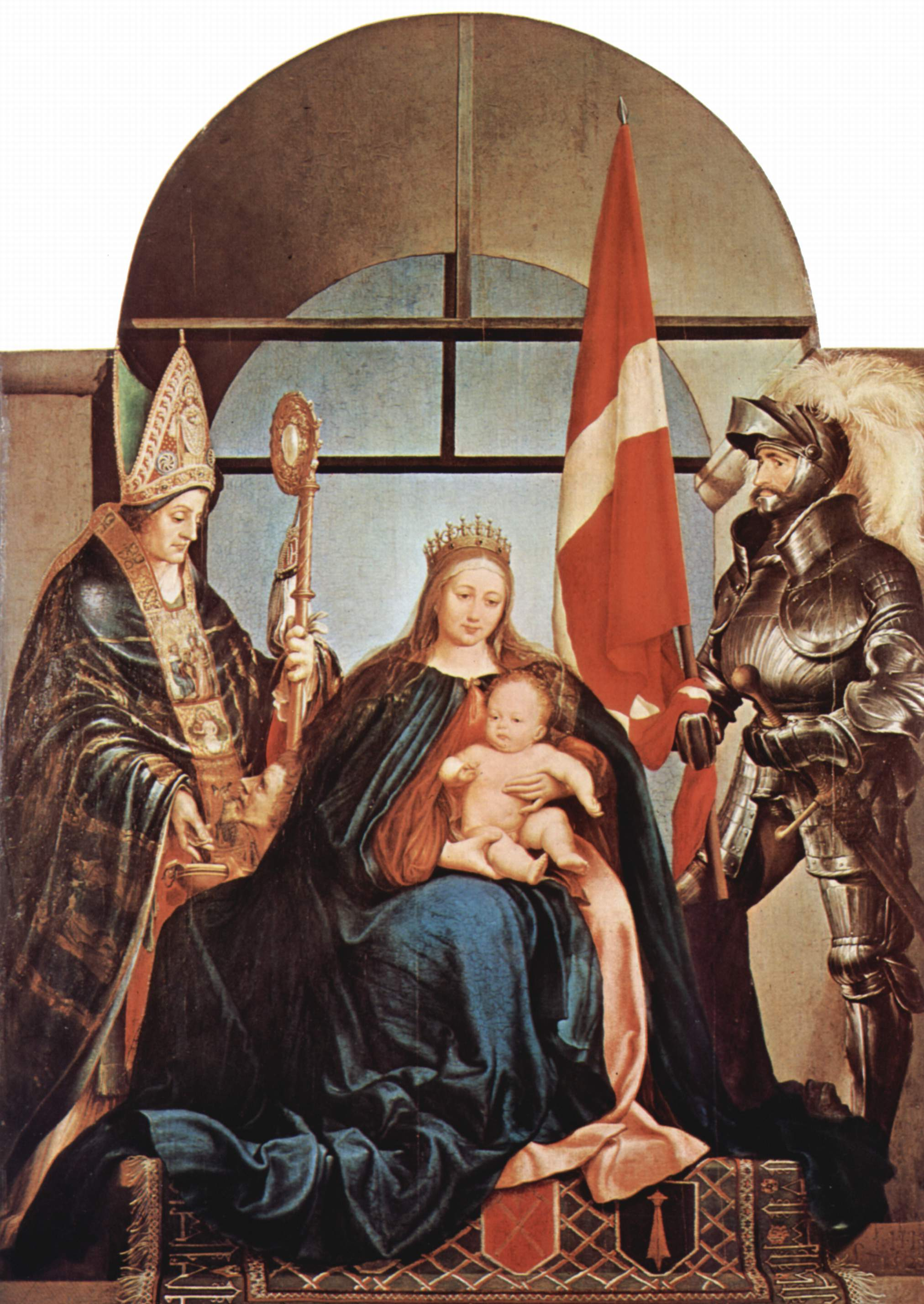
Вівтар Герстера, сцена: Мадонна на троні, ліворуч: Святий Миколай Мирлікійський, праворуч: Святий Урс (Ганс Гольбайн молодший, 1522)
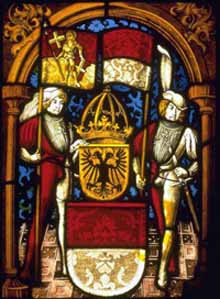
Святі Урс та Віктор, мученики Фіванського легіону (вітраж)
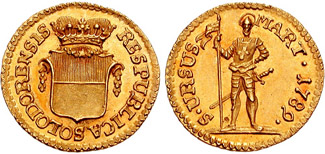
Золота монета у чверть дублона із зображенням Святого Урса у військовій формі на аверсі (1789)
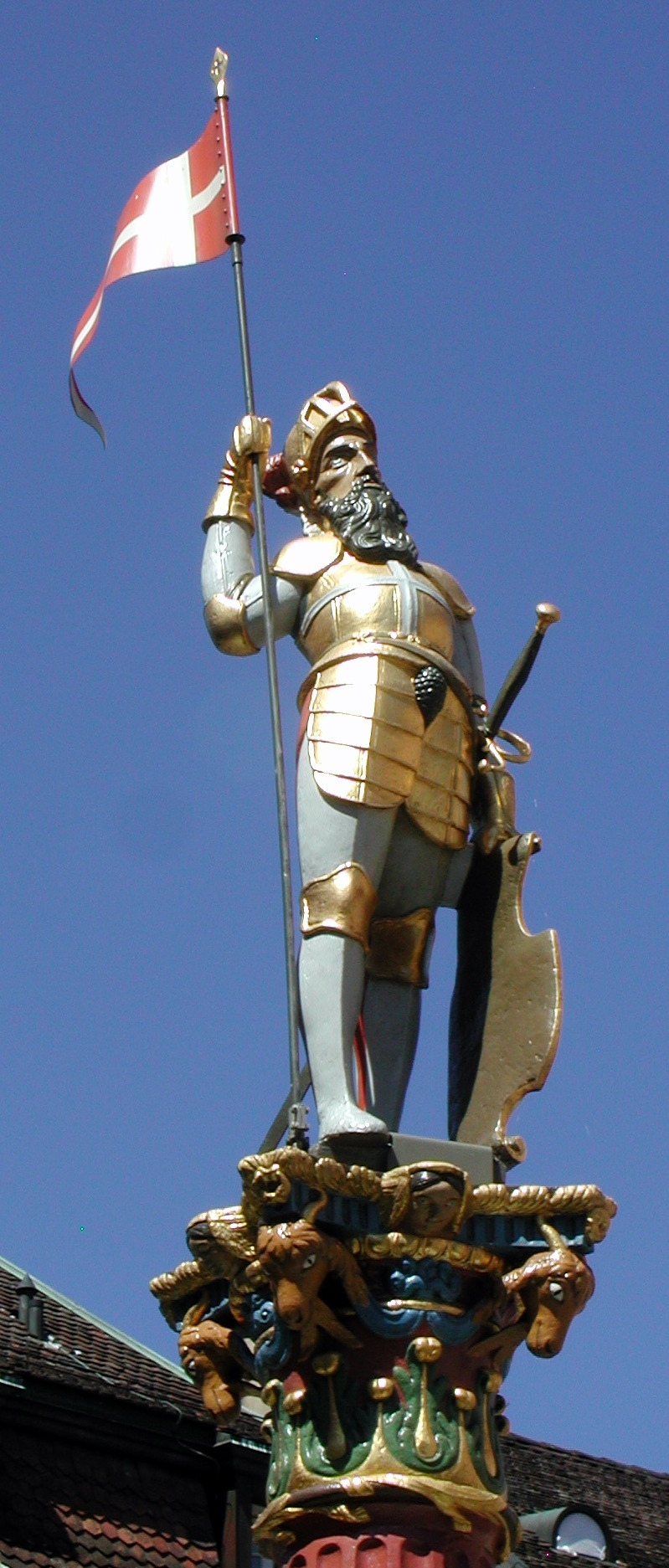
Фігура фонтану у Золотурні
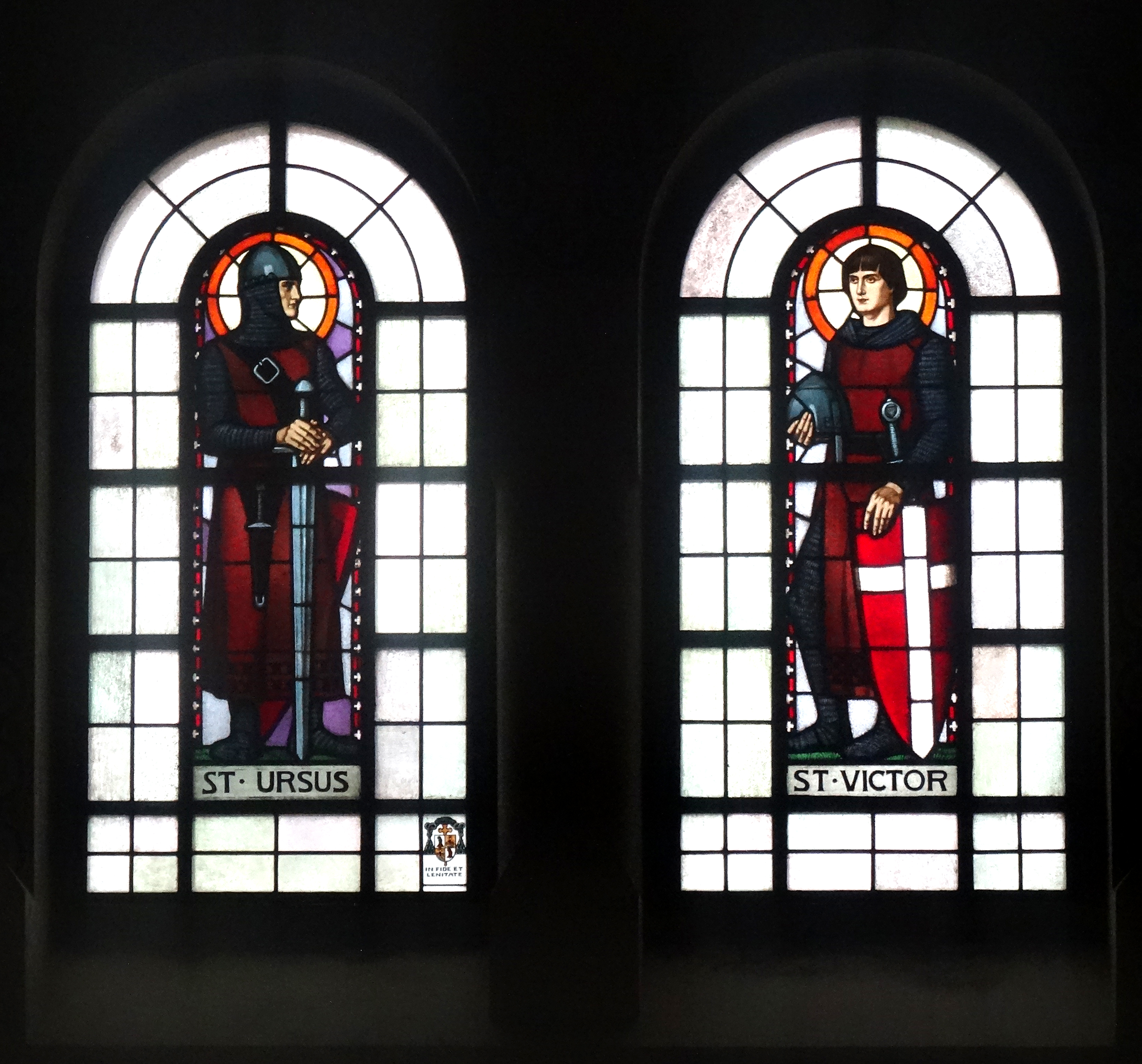
Святі Урс та Віктора Золотурнські. Церква Святого Івана Хрестителя, Романсхорн, Швейцарія.